# Laurent Voulzy
Laurent Voulzy, est un chanteur auteur-compositeur-interprète et guitariste français, né le 18 décembre 1948 dans le 18e arrondissement de Paris.
Sa carrière est notamment marquée par sa collaboration régulière avec Alain Souchon, depuis 1974.

## Biographie

### Enfance et débuts en amateur
Il est le fils de Lucien Gerville-Réache (1928-2008), homme d'affaires et homme politique guadeloupéen,, et de Marie-Louise Voulzy (1928-2022), qui a quitté son île natale pour Paris afin d'y tenter une carrière de chanteuse et de danseuse – comme il le dira plus tard dans sa chanson Cœur grenadine, il est ainsi « né dans le gris par accident ». Seule pour élever ses quatre enfants, sa mère le confie à une nourrice.
À l'âge de huit ans, Laurent Voulzy retourne vivre avec sa mère qui a abandonné tout projet de carrière artistique et s’est remariée. Il grandit à Nogent-sur-Marne avec sa mère et son beau-père. À la maison, on parle et on mange créole ; sa mère écoute beaucoup de musique antillaise et afro-cubaine, salsa, calypso, merengue et conga, mais il est vite influencé par la musique anglo-saxonne diffusée à la radio. Il ne rencontre son père biologique qu'à l'âge de 15 ans. C'est à cet âge qu'on lui offre une guitare.
Il est l'arrière-petit-neveu du député Gaston Gerville-Réache et le cousin du comédien Pascal Légitimus.
Adolescent, il n'est pas un très bon élève ; son unique préoccupation est alors de perfectionner ses accords de guitare[réf. souhaitée]. Il organise ses premiers concerts à la maison des jeunes de Nogent-sur-Marne, notamment en compagnie de Claude Le Péron qui deviendra le bassiste de Jean-Jacques Goldman. À 14 ans, il fait ses débuts de batteur dans le groupe les Tigers qu'il a fondé. Il est ensuite bassiste dans le groupe les Ellences, puis guitariste dans le groupe Mark Robson Sound, avec les frères Robson, avant de devenir le leader du groupe Temple de Vénus et de commencer une carrière solo qui va décoller difficilement.

### Débuts professionnels
En 1967, il remporte un concours local pour l’interprétation de sa première chanson, Timide. Quelques mois plus tard, il monte le groupe Le Poing avec lequel il se produit à travers la France mais n'enregistre aucun disque. En 1968, alors qu’il effectue son service militaire au 2e régiment de hussards, il apprend qu’une de ses anciennes maquettes a été réenregistrée et produite par une maison de disques. De retour à Paris, il signe son premier contrat sous le nom de Laurent Voulzy. Influencé par la pop anglaise des Beatles, des Shadows et des Rolling Stones, il commence alors à composer pour d'autres groupes et, à partir de 1972, sort un 45 tours par an, toujours sans rencontrer le succès : L'amour est un oiseau en 1972, La Maison à croquer en 1973, Milady en 1974, La Fille en papier en 1975, Les Radios qui chantent en 1976. En 1974, il double Pierre Fuger dans le film Un jour, la fête (musique de Michel Fugain) et en 1976, signe la musique du film pornographique de Pierre Unia Candice Candy.

### Rencontre avec Alain Souchon et premiers succès
Parallèlement, Laurent Voulzy est guitariste et chef d'orchestre de Pascal Danel de 1969 à 1974. Sa maison de disques lui fait alors rencontrer Alain Souchon par l'entremise de Bob Socquet, directeur artistique de RCA Records. De la collaboration des deux hommes naît tout d'abord en 1974 la chanson J'ai dix ans, écrite et interprétée par Alain et composée par Laurent, qui s'inspire du titre Bip bop de Paul McCartney. Cette chanson rencontre le succès et viendront ensuite les albums Bidon en 1976, puis Jamais content l'année suivante. Sur ces deux albums, la collaboration entre les deux hommes porte ses fruits car ils comportent un nombre remarquable de tubes (Bidon, Allô maman bobo, Jamais content, Y'a d'la rumba dans l'air), tous écrits par Alain et composés par Laurent.
En 1977, c'est au tour de Laurent Voulzy de rencontrer le succès auprès du grand public avec la chanson Rockollection, tube de l'été 1977, toujours sur un texte d'Alain Souchon. Cette chanson, qui rend hommage aux chansons pop rock des années 1960, paraît en 45 tours dans une version longue de plus de 11 minutes coupée en deux. la première partie est la plus connue.
Dès lors, Laurent Voulzy poursuit parallèlement les carrières de compositeur, pour Alain Souchon, avec un nombre remarquable de nouveaux tubes  (Le Bagad de Lann-Bihoué, Papa mambo, La Ballade de Jim…), et de chanteur, dans des chansons à succès dont les paroles sont signées Alain Souchon. Il adopte une démarche très singulière sur le marché du disque en éditant régulièrement des 45 tours autonomes, indépendants de tout album, caractéristiques de la « pop à Lolo ». Après Rockollection, les 45 tours Bubble Star et Paris Strasbourg,  respectivement parus en 1978, rencontrent chacun un succès bien moindre. Laurent décide alors de réaliser son premier album. Intitulé Le Cœur grenadine, celui-ci sort en 1979 et comporte de nouveaux succès : Karin Redinger, Cocktail chez mademoiselle et Le Cœur grenadine.
En 1980, il monte pour la première fois sur la scène de l’Olympia, accompagné d'Alain Souchon pour deux chansons ; il s'agit d'une de leurs rares apparitions ensemble. Le 18 décembre de la même année, ils interprètent ensemble dans l'émission radiophonique de Claude Villers Le Tribunal des flagrants délires la chanson Somerset Maugham, alors inédite, qu'Alain Souchon enregistre l'année suivante. Durant cette période, Laurent sort deux nouveaux 45 tours autonomes : Surfin Jack, hommage direct aux Beach Boys en 1980, puis Idéal simplifié en 1981. Ces deux singles rencontrent un succès moindre, même si le second annonce un virage vers un son plus synthétique.

### La confirmation (1983-1989)
En 1983, à l'âge de 35 ans, il retourne à la Guadeloupe pour participer à une manifestation au profit de l’enfance handicapée et il redécouvre ses racines. La même année, il amorce un son plus synthétique avec la sortie de son deuxième album, Bopper en larmes, dont l'enregistrement a duré treize mois. Il s'est enfermé dans son home studio du quartier des Halles à Paris où il travaillait alors avec son frère Richard qui assurait les parties de synthétiseur. L'album comprend les tubes Bopper en larmes et Liebe.
Ce changement de style rapidement adopté par Alain Souchon est le bienvenu dans la carrière des deux compères. En effet, durant les années suivantes, Laurent compose de nouveaux tubes pour Alain, à l'image de Ballade de Jim qui relance sa carrière et publie en parallèle de nouveaux 45 tours à succès. Tout d'abord, il réalise en 1984 Désir, désir en duo avec Véronique Jannot. L'année suivante sort le single Les Nuits sans Kim Wilde avec en face B Belle-Île-en-Mer, Marie-Galante ; l'année suivante, le single est réédité en inversant les faces et rencontre alors un plus grand succès. Belle-Île-en-Mer, Marie-Galante, un de ses plus grands succès, est élue meilleure chanson des années 1980 et quatorzième chanson du siècle par 3 000 professionnels lors des Victoires de la musique de 1990. En attendant, Laurent publie en 1987 la chanson My Song of You, inspirée des ballades de McCartney, et en 1988 Le Soleil donne, toutes deux devenant de nouveaux succès. L'année suivante  la compilation Belle-Île-en-Mer 1977-1988 paraît, résumant cette période.

### Une popularité discrète mais durable
À ce moment-là, Laurent décide désormais de privilégier le format album à celui des 45 tours. En 1992, Laurent publie son troisième album, Caché derrière, qui contient les tubes Le Rêve du pecheur, Paradoxal système et Le Pouvoir des fleurs. Cet album est une véritable réussite tant commerciale qu'artistique et sera récompensé aux Victoires de la Musique. Après la sortie de l'album, il se décide à monter sur scène en mars 1993 au Casino de Paris, puis à partir en tournée et enfin à se produire au Zénith. Le témoignage de cette tournée sort en 1995 sous la forme d'un album intitulé Voulzy Tour. Par la suite, l'artiste se met en retrait pendant le reste de la décennie, en dehors des compositions des albums C'est déjà ça et Au ras des pâquerettes d'Alain Souchon qui sont tous deux de grandes réussites.
En 2001, il sort son quatrième album, Avril, sur lequel figurent notamment Mary Quant, La fille d'avril, Une héroïne et Amélie Colbert, sa première biguine. Cet album est un nouveau grand succès. En 2003, l'artiste publie une nouvelle compilation intitulée Saisons, avec un premier disque reprenant principalement Belle-Île-en-Mer 1977-1988 accompagné du titre inédit Là où je vais, enregistré récemment pour cette occasion, et le résumé des deux derniers albums en second disque. L'année suivante paraît l'album live Gothique flamboyant pop dancing tour qui retrace sa dernière tournée.

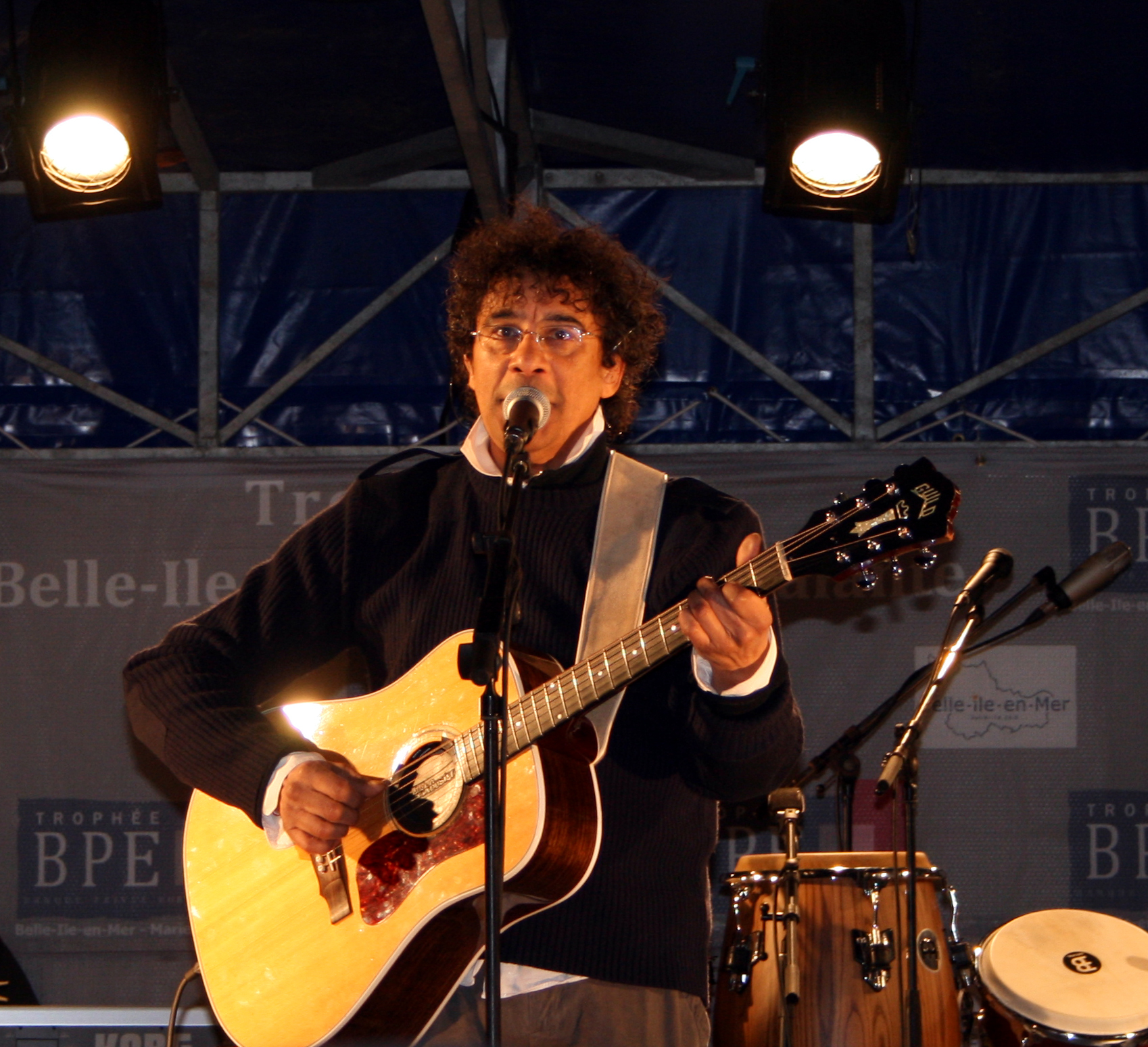
Laurent Voulzy en concert à Belle-Île lors du Trophée BPE en 2007.

Sorti le 26 juin 2006, La Septième Vague est un album de reprises. Voulzy souhaitait un album léger, idéal à écouter sur la route des vacances ou à la plage. Profitant d'une bonne promotion médiatique, l'album est entré directement numéro 1 des charts français, son succès s'appuyant particulièrement sur son premier extrait, la chanson Derniers Baisers, interprétée en 1962 par les Chats Sauvages et Mike Shannon (également reprise en 1986 par C. Jérôme dont ce sera le dernier succès) et adaptée de la chanson Sealed With a Kiss (1960) écrite par Gary Geld et Peter Udell et interprète pour la première fois par The Four Voices. L'album a été certifié disque de diamant. Pour la première fois, Laurent Voulzy enregistre un duo studio avec son complice Alain Souchon sur cet album, The 59th Street Bridge Song (Feelin' Groovy), reprise des mythiques Simon et Garfunkel, dans une tonalité proche de l'original.
En juin 2008, sort l'album Recollection, célébrant les trente ans de son tube Rockollection, auquel il ajoute un dixième couplet. Les deux « L » du titre forment « 77 » à l'envers, en référence à l'année de sortie du 45 tours original. Le clip illustrant l'album est le plus long de l'histoire du clip français avec une durée de 19 minutes.

### Nouveaux albums et tournées dans les églises
Le 13 septembre 2011, Laurent Voulzy présente son nouveau single Jeanne. Ce titre figure dans son dernier album Lys and Love, sorti le 28 novembre 2011, et remporte le prix de la chanson originale de l’année lors des Victoires de la musique 2012.
Le 6 juin 2012, Laurent Voulzy entame une tournée basée sur ce dernier album, qui s'étend jusqu'en décembre 2012 et compte 70 dates. Cette tournée est donnée dans des lieux atypiques tels que des églises et des châteaux. Le concert sort le 25 novembre 2013 sous forme de double album ainsi qu'en en CD et Blu-ray sous le titre Lys and Love Tour. Le concert fut enregistré à l'église Saint-Eustache de Paris.
Fin 2014, Laurent Voulzy sort un nouvel album en collaboration avec Alain Souchon. Ce dernier signe tous les textes, tandis que Laurent Voulzy compose toutes les mélodies.
En 2017, il sort l'album Belem où il rend hommage à la musique brésilienne avec la pièce Spirit of Samba, véritable Rockollection de la samba brésilienne, et qui comporte également quatre titres acoustiques enregistrés sur la plage de Grumari à Rio de Janeiro.
Entre 2019 et 2021, il se produit dans quelque 200 lieux de culte à travers la France pour des concerts, tels que le Mont-Saint-Michel, la cathédrale de Bourges ou encore l'église Saint-Sulpice de Paris.

### Vie privée
Laurent Voulzy vit à Joinville-le-Pont (Val-de-Marne) où sa société, « Les Éditions Laurent Voulzy », dispose d'un studio d'enregistrement construit dans un ancien atelier d'artisan et baptisé « Au bord de l'eau ».
Il a quatre fils, dont deux sont nés de son premier mariage et deux de son second mariage. L'aîné, Julien Voulzy, a formé le groupe Les Cherche Midi avec Pierre Souchon, fils aîné d'Alain Souchon. Son deuxième fils, Nicolas (alias Lieutenant Nicholson), et son troisième fils, Cliff (alias Cliff Schneider) sont également musiciens. Son quatrième fils, Quentin Voulzy, né en 2002, poursuit ses études en Angleterre[Quand ?].
Divorcé de sa première femme Betty et après avoir vécu avec Véronique Jannot, il se remarie en 2010 avec Mirella Lepetit, journaliste au Nouvel Observateur.
Fidèle en amitié comme sur le plan professionnel, il a également participé à un concert Night of the Proms à Charleroi en Belgique, avec Kim Wilde, en 2010 et n'hésite pas à évoquer les albums de celle-ci.
Le 4 décembre 2015, Laurent Voulzy a rendu hommage à sa première épouse, Betty, décédée fin novembre des suites d'un cancer.
En 2025, le public découvre sa nouvelle compagne, Isaure Le Faou, de 36 ans sa cadette. 

## Influences et styles
Ses influences vont désormais des Beatles à Georges Brassens en passant par Little Richard, Baden Powell, les Shadows, Jimi Hendrix, Jean-Sébastien Bach, Alexandre Lagoya, la musique médiévale et les cornemuses écossaises[réf. nécessaire].

## Réception
Malgré un rythme de production lent (cinq à dix ans entre chaque album), Laurent Voulzy a su fidéliser un large public et a réalisé en tout une vingtaine de tubes en tant que chanteur avec seulement cinq albums, et plus d'une trentaine comme compositeur pour Alain Souchon, bien que ce dernier écrive certaines de ses mélodies lui-même (Foule sentimentale notamment).
Laurent Voulzy a reçu le Grand Prix de la Chanson française de la SACEM en 1993 et a obtenu deux Victoires de la musique, pour les albums Caché derrière (1992) et Avril (2001), double disque de platine.

## Engagement

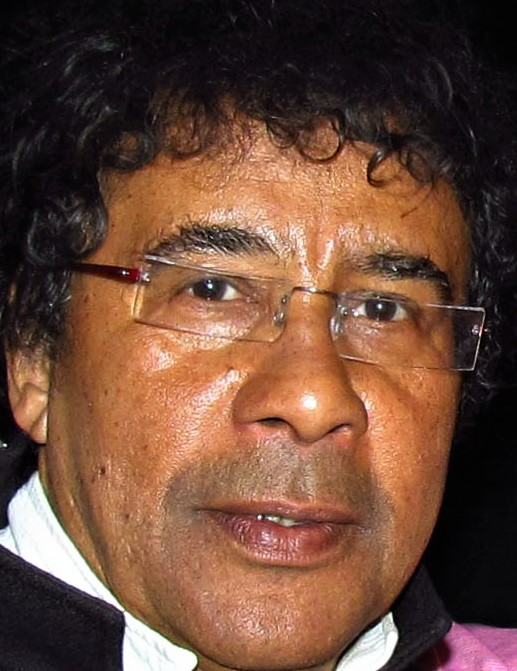
Laurent Voulzy, Télévie 2012.

Engagé dans l'action caritative et humanitaire, il participe en 1989 au LP du collectif Arménie sur lequel on peut l'entendre dans Pour Toi Arménie. Il s'est également impliqué aux côtés de l'association ATD Quart Monde, à qui il dédie la chanson Jésus sur l'album Avril, tenant ainsi une promesse faite à feu le Père Joseph Wresinski, fondateur de l'association. En 1995, Laurent et son fils Julien, alors membre du groupe les Cherche Midi avec Pierre Souchon, se retrouvent avec les Souchon père et fils sur un album réalisé au profit de l'association Sol En Si pour interpréter le titre Combien d'amour c'est trop, en quatuor. Il participe également régulièrement aux Restos du Cœur.
En novembre 2011, Laurent Voulzy participe à l’album Il était une fois de Thierry Gali. Ce double album comprend 15 chansons inédites interprétées par Thierry Gali et 13 contes créés en collaboration avec d'autres artistes, réalisés dans le cadre d'un projet humanitaire en soutien à l'action de l'UNICEF. Il était une fois est sorti en novembre 2011, presque en parallèle de l'album À cause d'elles de Alain Souchon, qui reverse sa part de droits discographiques à la Ligue contre le cancer.
Le 20 mars 2023, il est à l'affiche du concert annuel 2 Générations chantent pour la 3ème à l'Olympia de Paris, organisé par la fondation « Recherche Alzheimer » au profit de la recherche sur la maladie d'Alzheimer.

## Discographie

### Albums studio

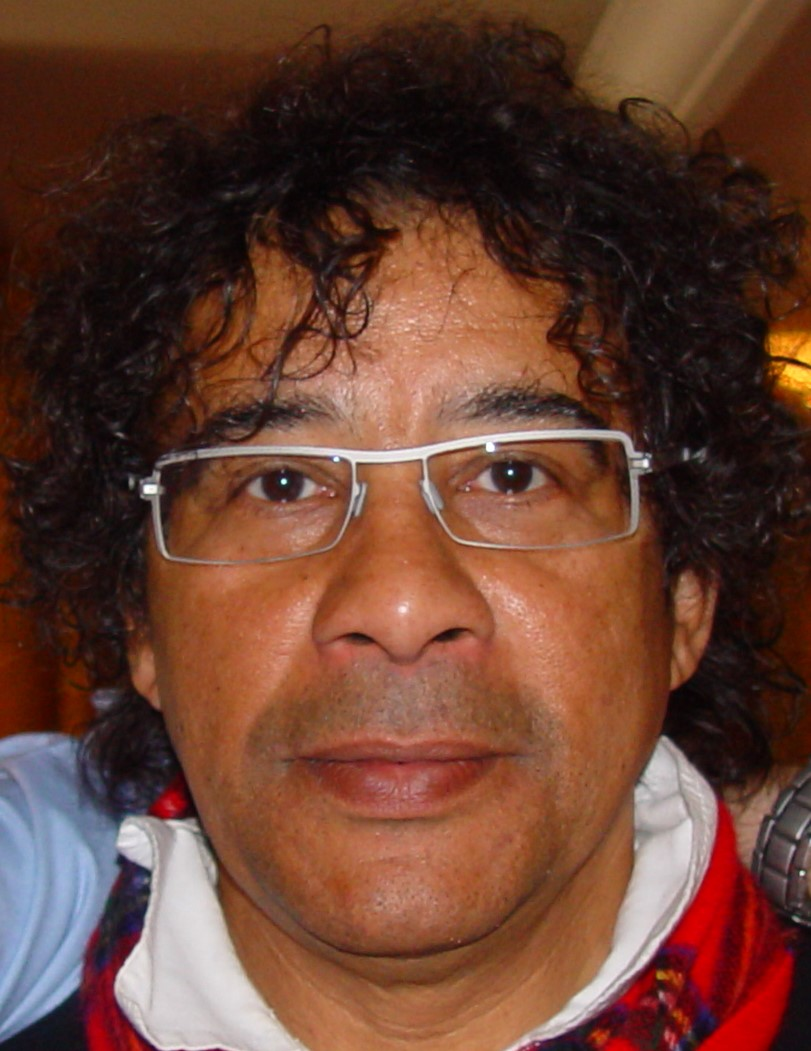
Laurent Voulzy en promo pour La Septième Vague.

- 1979 : Le Cœur grenadine
- 1983 : Bopper en larmes
- 1992 : Caché derrière
- 2001 : Avril
- 2006 : La Septième Vague
- 2008 : Recollection
- 2011 : Lys and Love
- 2014 : Alain Souchon & Laurent Voulzy
- 2017 : Belem

### Albums live
- 1994 : Voulzy Tour
- 2004 : Gothique flamboyant pop dancing tour
- 2013 : Lys and Love Tour
- 2016 : Souchon - Voulzy : Le Concert
- 2019 : Mont Saint-Michel

### Compilations
- 1982 : Album Or
- 1986 : The Best of Laurent Voulzy
- 1989 : Belle-Île-en-Mer 1977-1988
- 2003 : Saisons
- 2020 : Florilège

### Singles et 45 tours[15]
- 1970 : Plaisir solitaire / Vos mains de dame (en tant que chanteur du groupe Le temple de Vénus)
- 1972 : Folle de toi / L'amour est un oiseau
- 1973 : La Sorcière / La Maison à croquer
- 1974 : Milady / Je veux chanter pour toi
- 1975 : Deep purple / Mama Joe (en tant que membre du groupe Mama Joe's Connection)
- 1975 : Dili Dila / Whistle Theme (sous le nom de B.B.M.)
- 1976 : Le Miroir / La Fille en papier
- 1976 : Les Radios qui chantent / Peggy (Bye bye)
- 1976 (réédition 2024) : If You Want to Love Me Babe / Day Light (sous le nom de Dandy Lion, pseudonyme commun avec Ann C. Sheridan)
- 1976 : A Crocodile in a Aquarium / Big Black Boots (sous le nom de Magic Land)
- 1977 : Rockollection (part 1 & 2 + final orchestre) / Le miroir (maxi 45 t, version de 11 min 45)
- 1978 : Bubble Star (part 1 & 2)
- 1978 : Paris-Strasbourg (part 1 & 2)
- 1979 : Le Cœur grenadine / Grimaud
- 1979 : Lucienne est américaine / Karin Redinger
- 1980 : Cocktail chez Mademoiselle / Hé ! P'tite blonde
- 1980 : Surfing Jack / Des larmes et des larmes...
- 1981 : Idéal simplifié / Ricken
- 1983 : Bopper en larmes / L'océane
- 1983 : Liebe / Cadillac Cruise + Meu samba pra voce
- 1983 : extraits de séances d'enregistrements / interview (2 x 33 t monoface, promo hors commerce)
- 1984 : Désir, désir (intro, part 1 & 2) / J'étais comme ça (maxi 45 t) en duo avec Véronique Jannot
- 1985 : Desire, desire (part 1 & 2) version anglaise
- 1985 : Les Nuits sans Kim Wilde / Belle-Île-en-Mer, Marie-Galante (réédité l'année suivante avec les faces inversées)
- 1987 : My Song of You / My song of you (version acoustique)
- 1988 : Le Soleil donne (part 1) / Le soleil donne (part 2)
- 1992 : Paradoxal système / Ta plage beach boy
- 1992 : Carib islander / Bungalow vide
- 1992 : Le Rêve du pecheur / Two to tango
- 1993 : Le Pouvoir des fleurs / Catherine part
- 1993 : Le Cantique mécanique / Le Train de 3 h 14 (instrumental)
- 1993 : Caché derrière / Never more
- 1994 : Les Faces cachées derrière (Two to tango, Catherine part, Le train de 3h14) (CD maxi)
- 1994 : Du temps qui passe (single promo)
- 2001 : Une héroïne (single promo)
- 2002 : La Fille d'avril / Jaguar
- 2002 : Amélie Colbert / Le Capitaine et le Matelot
- 2003 : Slow down (single promo)
- 2003 : Là où je vais (single promo album-compilation Saisons)
- 2004 : Quatre nuages (single promo)
- 2004 : Jésus (single promo)
- 2006 : Derniers baisers / Oh Lori
- 2008 : Jelly Bean (single promo)
- 2009 : Dans le vent qui va
- 2011 : Jeanne (single promo)
- 2012 : C'était déjà toi (single promo)
- 2012 : Ma seule amour (single promo)
- 2013 : Scarborough fair (live Lys and Love Tour)
- 2014 : Derrière les mots (en duo avec Alain Souchon)
- 2015 : Oiseau malin (avec Alain Souchon)
- 2015 : La Baie des fourmis (avec Alain Souchon)
- 2015 : Bad boys (avec Alain Souchon)
- 2016 :  Il Roule (Les Fleurs Du bal) (avec Alain Souchon)
- 2017 : Spirit Of Samba
- 2017 : Belem
- 2020 : Loreley, Loreley

### Participations
- Laurent Voulzy participe à l'élaboration de tous les albums d'Alain Souchon depuis 1974.
- Dans les années 1970, il participe à une méthode d'enseignement de l'anglais en chansons créée par Michèle-Marie Dupire, Pop English :
  - 1976 : Vol. 1 : An elephant on a chair ; A crocodile in a aquarium / Frog under an umbrella ; Cath with glasses
  - 1977 : Vol. 2 : The bicycles ; The bird is eating the sun / The elephant is playing the piano ; Kangaroo's pocket
  - 1978 : Vol. 3 : Spaceship on the moon / Spaceship on the moon (instr.)
  - 1979 : Vol. 4 : Moon above the castle ; Big black boots / Banquet on the moon ; Coming from the moon
- Il participe à quelques chœurs sur l'album Macadam d'Yves Simon en 1976 et au titre du même artiste Deux ou trois choses pour elle sur l'album Liaisons en 1988.
- Il participe au conte musical de Philippe Chatel, Émilie Jolie, en duo avec Alain Souchon pour la Chanson du coq et de l'âne
- Il participe amicalement aux chœurs de la chanson Dancing Brave sur l'album Babacar de France Gall en 1987.
- Il compose pour Lise Loïal les chansons Cœur perdu (sur lequel il assure quelques chœurs) et Inquiète en 1987 dont Alain Souchon signe les paroles.
- Également avec Alain Souchon, il compose les chansons Aviateur et Chagrin en 1988 pour Véronique Jannot qu'il avait invitée sur le duo Désir, désir en 1984.
- On note une participation anecdotique en 1991 à l'album It's About Time de Manu Katché qui rejoint, comme batteur, Laurent Voulzy en studio, puis sur la tournée Avril.
- Il compose le titre À la légère avec Alain Souchon pour Jane Birkin en 1998
- Il a travaillé pour Nolwenn Leroy, comme compositeur de Suivre une étoile sur son premier album, en 2003, et comme réalisateur et coproducteur de son deuxième opus, Histoires naturelles, en 2005, pour lequel il compose plusieurs titres avec son compère Alain Souchon.
- On le retrouve en duo sur la chanson Quelque chose de Tennessee sur l'album live de Johnny Hallyday Flashback Tour : Palais des sports 2006.
- Il compose le titre L'Esprit grande prairie avec Alain Souchon pour Eddy Mitchell, sur l'album Come Back (2010)
- Parmi les duos notables qu'a effectués Voulzy (hormis ceux de son album La Septième Vague) sur les albums d'autres interprètes, figurent :
  - Jamais Nous avec Elsa sur l'album Elsa (1988)
  - Tri Martolod avec Alan Stivell sur l'album Again (1993)
  - Que reste-t-il de nos amours ? avec Patrick Bruel, reprise de Charles Trenet, sur l'album Entre deux (2002)
  - Ma doudou avec Henri Salvador sur l'album Performance (2002)
  - Wight is Wight avec Michel Delpech sur l'album Michel Delpech &... (2006), titre qu'il reprend à nouveau en 2016 sur l'album hommage à Michel Delpech J'étais un ange
  - Reste encore avec Nolwenn Leroy sur son album live Histoires Naturelles Tour (2007)
  - Tombe la neige avec Salvatore Adamo sur l'album Le Bal des gens bien (2008)
  - M. L'homme orchestre avec Hugues Aufray sur l'album New Yorker (2009)
  - Brian Boru avec Alan Stivell sur l'album collectif Breizh eo ma bro ! (2017)
- En 2011, il chante en duo avec Philippe Lavil Fort de France sur l'album La Part des anges.
- En 2013, Laurent chante Un jour quelqu'un vous embrasse dans le conte musical Le Soldat rose 2.
- Reprise de Wight Is Wight sur l'album J'étais un ange en hommage à Michel Delpech (2016)
- En 2018, il chante en duo avec Eddy Mitchell Rio Grande sur l'album La Même Tribu, volume 2
- En 2017 et 2018, dans la chanson La Même Tribu, sur les albums La Même Tribu et La Même Tribu, volume 2 d'Eddy Mitchell, Laurent Voulzy chante lui-même les mots « De Belle-Île-en-mer », en référence à sa célèbre chanson.
- En octobre 2018, il collabore avec la chanteuse Kim Wilde avec l'enregistrement du single Amoureux des rêves (Dream Lover)
- En 2020, il reprend la chanson Il fait toujours beau quelque part sur l'album De Béart à Béart(s) en hommage à Guy Béart
- En 2022, il chante en duo avec Frédéric François À tous ceux qu'on aime sur l'album En duo.
- En 2024, il reprend la chanson Le Bal des Laze sur l'album Il était une fois Polnareff en hommage à Michel Polnareff

## Classement des singles
| Année | Single                                   | Classement (Meilleure place) | Classement (Meilleure place) | Classement (Meilleure place) | Classement (Meilleure place) | Classement (Meilleure place) | Classement (Meilleure place) | Classement (Meilleure place) | Ventes    | Certifications |
| Année | Single                                   | FR ,                         | BEL FR                       | BEL NL                       | SUI                          | ITA                          | SUE                          | QUE                          | Ventes    | Certifications |
| ----- | ---------------------------------------- | ---------------------------- | ---------------------------- | ---------------------------- | ---------------------------- | ---------------------------- | ---------------------------- | ---------------------------- | --------- | -------------- |
| 1977  | Rockollection                            | 1                            | —                            | 19                           | 3                            | 2                            | 6                            | 1                            | 1 000 000 | Platine        |
| 1978  | Bubble Star                              | 5                            | —                            | —                            | —                            | —                            | —                            | 18                           | 400 000   | —              |
| 1978  | Paris Strasbourg                         | 37                           | —                            | —                            | —                            | —                            | —                            | 29                           | NC        | —              |
| 1979  | Le Cœur Grenadine                        | 3                            | —                            | —                            | —                            | —                            | —                            | —                            | 300 000   | —              |
| 1980  | Surfing Jack                             | 37                           | —                            | —                            | —                            | —                            | —                            | —                            | NC        | —              |
| 1981  | Idéal Simplifié                          | 50                           | —                            | —                            | —                            | —                            | —                            | —                            | NC        | —              |
| 1983  | Bopper en larmes                         | 61                           | —                            | —                            | —                            | —                            | —                            | —                            | NC        | —              |
| 1983  | Liebe                                    | 66                           | —                            | —                            | —                            | —                            | —                            | —                            | NC        | —              |
| 1984  | Désir, désir (avec Véronique Jannot)     | 4                            | —                            | —                            | —                            | —                            | —                            | 17                           | 300 000   | —              |
| 1986  | Belle-île-en Mer, Marie Galante          | 20                           | —                            | —                            | —                            | —                            | —                            | —                            | 200 000   | Argent         |
| 1987  | My Song Of You                           | 31                           | —                            | —                            | —                            | —                            | —                            | —                            | NC        | —              |
| 1988  | Le Soleil Donne                          | 21                           | —                            | —                            | —                            | —                            | —                            | 32                           | 75 000    | —              |
| 1992  | Paradoxal Système                        | 10                           | —                            | —                            | —                            | —                            | —                            | —                            | 50 000    | —              |
| 1993  | Le rêve du pecheur                       | 37                           | —                            | —                            | —                            | —                            | —                            | —                            | NC        | —              |
| 1995  | Rockollection (Live 95)                  | 37                           | 39                           | —                            | —                            | —                            | —                            | —                            | NC        | —              |
| 2001  | La Fille d'avril                         | 26                           | —                            | —                            | —                            | —                            | —                            | —                            | NC        | —              |
| 2002  | Amélie Colbert                           | 36                           | —                            | —                            | —                            | —                            | —                            | —                            | NC        | —              |
| 2006  | Derniers baisers                         | 8                            | 17                           | —                            | 96                           | —                            | —                            | —                            | NC        | —              |
| 2008  | Rockollection 008                        | —                            | —                            | —                            | —                            | —                            | —                            | 43                           | NC        | —              |
| 2011  | Jeanne                                   | 14                           | 4                            | —                            | —                            | —                            | —                            | —                            | NC        | —              |
| 2014  | Derrière les mots (avec Alain Souchon)   | 35                           | 22                           | —                            | —                            | —                            | —                            | —                            | NC        | —              |
| 2014  | La Baie des fourmis (avec Alain Souchon) | 197                          | —                            | —                            | —                            | —                            | —                            | —                            | NC        | —              |

## Filmographie
Sauf indication contraire, les informations mentionnées dans cette section peuvent être confirmées par les bases de données cinématographiques IMDb, Allociné et Unifrance,  présentes dans la section « Liens externes ».

### Acteur
- 1977 : L'Enlèvement des Sabines de Pierre Unia (alias Renau Piéri) : un musicien
- 1980 : Émilie jolie (téléfilm musical) de Jean-Christophe Averty : l'âne
- 2021 : Meurtres à Marie-Galante (téléfilm de la collection Meurtres à...) de Marc Barrat : lui-même[23]

### Compositeur
- 1974 : Les Maîtresses de vacances de Pierre Unia
- 1975 : Le Pied ! de Pierre Unia
- 1976 : Candice Candy de Pierre Unia (alias Renau Piéri)
- 1977 : L'Enlèvement des Sabines de Pierre Unia (alias Renau Piéri)
- 1977 : Gaëlle, Malou... et Virginie de Pierre Unia (alias Renau Piéri)
- 1978 : B... comme Béatrice de Pierre Unia (alias Reine Pirau)
- 1978 : Nuit d'ébène de Pierre Unia
- 1979 : Estelle et Flora (ou Belles à confesse) de Pierre Unia (alias Reine Pirau)
- 1991 : Pour Ushari Ahmed Mahmoud, Soudan (court métrage de la collection Contre l'oubli) de Claire Denis
- 1992 : Au pays des Juliets de Medhi Charef
- 2010 : La Tête en friche de Jean Becker

## Publication
- Mes cathédrales, Stock, 2021.

## Mode
- En 2010, en marge de ses activités musicales, il lance une collection de vêtements pour fillettes : Cœur Grenadine[réf. nécessaire].

## Distinctions

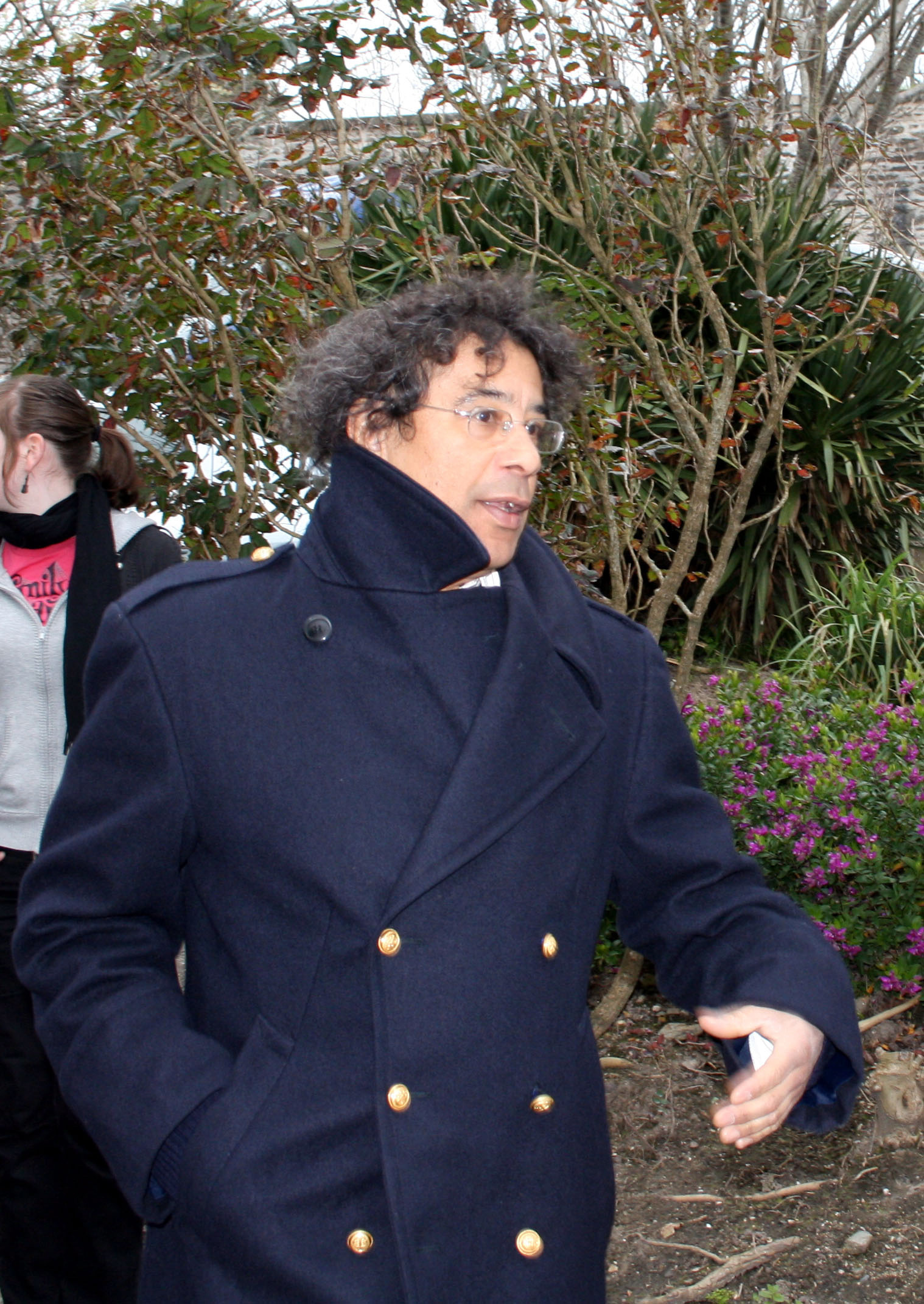
Laurent Voulzy à Belle-Île pour le trophée BPE en 2007.

| Année | Cérémonie/Organisation                                              | Catégorie                                                        | Résultat |
| ----- | ------------------------------------------------------------------- | ---------------------------------------------------------------- | -------- |
| 1986  | Victoires de la musique                                             | Chanson originale de l’année pour Belle-Île-en-Mer               | Lauréat  |
| 1990  | Victoires de la musique                                             | Chanson de la décennie pour Belle-Île-en-Mer                     | Lauréat  |
| 1993  | Victoires de la musique                                             | Album de chansons, variété pour Caché derrière                   | Lauréat  |
| 2002  | Victoires de la musique                                             | Album de variétés, pop pour Avril                                | Lauréat  |
| 2006  | RTL - Metronews                                                     | Album RTL de l’année pour La Septième Vague                      | Lauréat  |
| 2012  | Victoires de la musique                                             | Chanson originale de l’année pour Jeanne                         | Lauréat  |
| 2012  | Grands Prix de l’UNAC (Union nationale des auteurs et compositeurs) | Grand Prix de l'UNAC pour la chanson Jeanne                      | Lauréat  |
| 2012  | RTL - Metronews                                                     | Album RTL de l’année pour Lys and Love                           | Lauréat  |
| 2015  | Victoires de la musique                                             | Album de chansons de l’année pour Alain Souchon & Laurent Voulzy | Lauréat  |